# Magia (álbum de Maluma)
Magia es el primer álbum del cantante de reguetón colombiano Maluma. Fue publicado oficialmente el 7 de agosto de 2012 por la discográfica Sony Music Latin. El álbum ha vendido 10 000 copias sólo en Colombia, consiguiendo disco de oro. Varias canciones del álbum han sido criticadas en retrospectiva, con el cantante siendo acusado de misoginia por «Farandulera» y «Primer Amor».
La canción «Farandulera» fue lanzado originalmente en 2010 junto a otros sencillos como «Pierde el control», pero contó con una versión en 2011, en la cual se modificó parte inicial de la canción y esta misma fue incluida en el álbum debut del artista.

## Lanzamiento
El álbum fue lanzado en las tiendas en 2012, siendo encabezado por su sencillo líder Obsesión, el cual hizo que aumentaran las ventas. El disco fue bien visto por el público, siendo sólo el álbum debut del cantante.

## Lista de canciones
| N.º   | Título                                  | Duración |  |
| 1.    | «Magia»                                 | 2:12     |  |
| 2.    | «Pasarla bien»                          | 3:34     |  |
| 3.    | «Obsesión»                              | 3:00     |  |
| 4.    | «Primer amor»                           | 3:21     |  |
| 5.    | «Vámonos de fuga»                       | 3:00     |  |
| 6.    | «Mala»                                  | 2:51     |  |
| 7.    | «Presiento»                             | 2:57     |  |
| 8.    | «Loco»                                  | 3:10     |  |
| 9.    | «Miss Independent»                      | 2:54     |  |
| 10.   | «La intención»                          | 2:52     |  |
| 11.   | «Correr el riesgo» (con Piso 21)        | 2:41     |  |
| 12.   | «Malo»                                  | 3:25     |  |
| 13.   | «Dos amores»                            | 2:55     |  |
| 14.   | «Farandulera»                           | 2:47     |  |
| 15.   | «Hoy»                                   | 2:33     |  |
| 16.   | «Me gusta todo de ti»                   | 2:29     |  |
| 17.   | «Obsesión (Remix)» (con Dyland & Lenny) | 3:16     |  |
| 46:37 |                                         |          |  |